# Trận Cai Hạ
Trận Cai Hạ diễn ra vào năm 202 TCN vào cuối chiến tranh Hán-Sở giữa lực lượng của Lưu Bang và Hạng Vũ. Trước đây, quân Hán đã giành được nhiều chiến thắng trong cuộc chiến chống nước Sở, nhưng họ vẫn không kiểm soát được toàn bộ Trung Quốc. Phần lớn lãnh thổ phía đông Trung Quốc vẫn bị nước Sở chiếm.
Trong trận này, với lực lượng vượt trội gấp khoảng bốn lần quân Sở, quân Hán dưới sự chỉ huy của Hàn Tín đã thắng lớn đẩy Hạng Vũ phải rút tàn quân Sở vào thành Cai Hạ, tuy nhiên dù đại bại lực lượng quân Sở vẫn còn rất mạnh khiến Lưu Bang và Hàn Tín lo lắng. Trương Lương hiến kế người sở rất yêu quê hương, nên dạy quân Hán cùng hát dân ca nước Sở sẽ khiến quân địch không còn lòng chống cự nữa. Ban đêm, tiếng dân ca nước Sở vang lên xung quanh thành Cai Hạ khiến toàn quân Sở khiếp đảm, các tướng lĩnh cấp cao nhất ngay cả Hạng Vũ đều cho rằng nước Sở đã mất nên quân Hán mới có nhiều người Sở như vậy. Mưu kế "tứ diện sở ca" của Trương Lương hiệu quả đến nỗi chỉ trong một đêm mấy vạn quân Sở đều bỏ trốn hoặc đầu hàng trong đó có tất cả những tướng lĩnh nước Sở như Hạng Bá đầu hàng Lưu Bang hay Chung Ly Muội bỏ trốn về phía đông. Hôm sau cả thành Cai Hạ chỉ còn một mình Hạng Vũ cùng 800 thân binh của mình. Dù rất cố gắng phá vây nhưng vì quân Hán quá đông khiến Hạng Vũ không thể trốn thoát buộc phải tự sát ở trấn Ô Giang bên sông Dương Tử. Có rất nhiều tài liệu nói về cái chết của Hạng Vũ như ông cảm thấy mình không có mặt mũi nhìn người Sở nên tự sát, hay thậm chí ông vẫn còn sống chỉ là trốn đi thật xa. Các nhà sử học Trung Quốc đều cho rằng Hạng Vũ tự sát vì không còn đường thoát và không muốn chết trong tay quân Hán.
Cái chết của Hạng Vũ cũng đánh dấu kết thúc cho cuộc chiến Hán Sở tranh hùng. Nước Sở không còn khả năng chống cự buộc phải đầu hàng và bị nhà Hán kiểm soát. Lưu Bang lên ngôi hoàng đế, tức Hán Cao Tổ.

## Tham khả
1. ↑  "Trận Cai Hạ". Ancient History Encyclopedia. Truy cập ngày 12 tháng 10 năm 2016.